# Episodi di Doc Martin (nona stagione)
La nona stagione della serie televisiva Doc Martin, composta da 8 episodi, è stata trasmessa in prima visione assoluta nel Regno Unito sul canale ITV dal 25 settembre al 13 novembre 2019.
In Italia, la stagione è stata trasmessa in prima visione assoluta su Rai 3 dal 21 al 30 giugno 2021.
| Episodio | Titolo               | Titolo in italiano | Prima TV UK       | Prima TV Italia |
| -------- | -------------------- | ------------------ | ----------------- | --------------- |
| 1        | To the Lighthouse    |                    | 25 settembre 2019 | 22 giugno 2021  |
| 2        | The Shock of the New |                    | 2 ottobre 2019    | 23 giugno 2021  |
| 3        | S.W.A.L.K.           |                    | 9 ottobre 2019    | 24 giugno 2021  |
| 4        | Paint It Black       |                    | 16 ottobre 2019   | 25 giugno 2021  |
| 5        | Wild West Country    |                    | 23 ottobre 2019   | 26 giugno 2021  |
| 6        | Equilibrium          |                    | 30 ottobre 2019   | 28 giugno 2021  |
| 7        | Single White Bevy    |                    | 6 novembre 2019   | 29 giugno 2021  |
| 8        | Licence to Practice  |                    | 13 novembre 2019  | 30 giugno 2021  |